# Jane Bowles
Jane Bowles, de soltera Jane Auer (Nova York, Estats Units; 22 de febrer de 1917 - Màlaga, Andalusia; 4 de maig de 1973) fou una escriptora nord-americana.

## Biografia
Va néixer en una família jueva i va passar la seva infància a Woodmere, Long Island. Va contreure tuberculosi i la seva mare decidí traslladar-la a Suïssa perquè es recuperés. D'adolescent va tornar a Nova York, on freqüentà l'ambient intel·lectual bohemi de Greenwich Village i va començar les seves experiències bisexuals. Es casà amb l'escriptor Paul Bowles el 1938. El 1943 publicà la seva novel·la Dues senyores discretes (Two Serious Ladies). El matrimoni Bowles va viure a Nova York fins al 1947, quan es traslladaren a Tànger. Jane Bowles escrigué l'obra de teatre A la glorieta (In the Summer House) que, adaptada, va ser interpretada a Broadway el 1953. Tennessee Williams, Truman Capote i John Ashbery consideraren Jane Bowles una de les millors i més subestimades escriptores nord-americanes. La seva salut es va trencar, entre altres raons, per la seva gran afició a l'alcohol. Després de diversos tractaments a Anglaterra i Estats Units, va ingressar en una clínica de Màlaga, on morí el 1973.

## Obres
- Two Serious Ladies (1943), novel·la. En català: Dues senyores discretes. Editorial Pòrtic, 1987.
- In the Summer House (1953), obra de teatre. En català: A la glorieta, adaptació catalana de Carme Serrallonga, posada en escena de Simone Benmussa. Pagès Editors, 1992.
- Plain Pleasures, narrativa breu i una posada en escena (algunes peces originalment publicades individualment en diverses revistes del 1946 al 1957).[1] En català: Petits plaers, traducció de Dolors Udina. Lleonard Muntaner editor, 2010.